# Задувочные машины
Задувочные машины — машины для введения волоконно-оптических кабелей в трубы телетехнической (подземной) канализации с использованием сжатого воздуха либо воды.

## Строение задувочных машин
Задувочная машина состоит из:

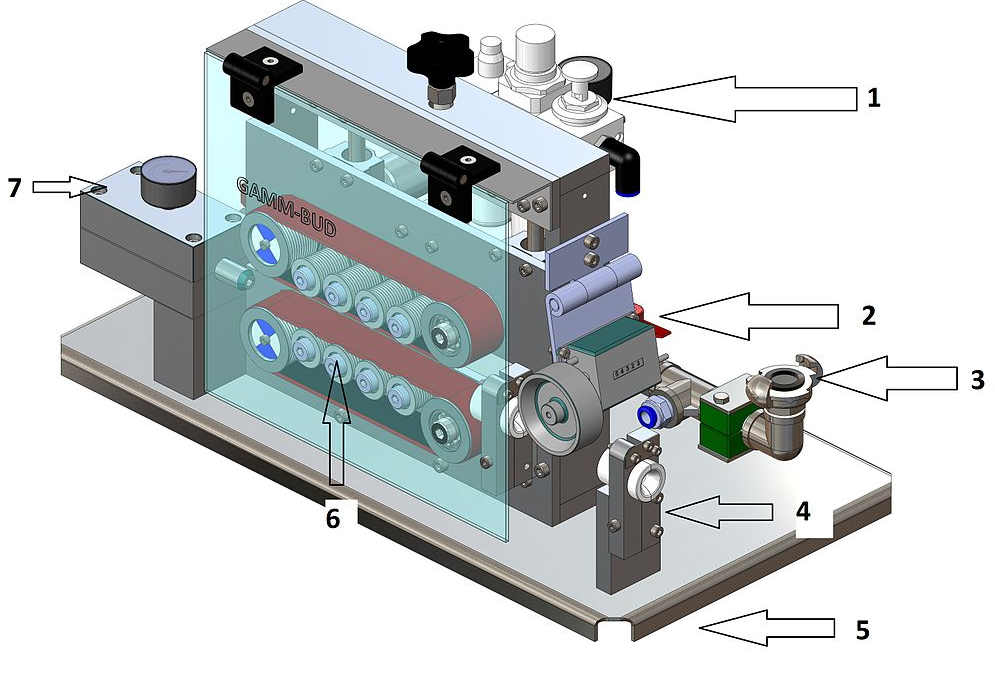
Задувочная машина
1. регуляционно-смазывающая система
2. счетчик длины кабеля
3. ввод сжатого воздуха
4. введение кабеля
5. основание задувочной машины
6. ременной питатель
7. задувочная головка

- головки, обеспечивающей надежное закрепление оболочной трубы, в которую будет задуваться кабель, а также проводящей в эту трубу рабочее тело (воздух либо воду). Кабель, проводимый в трубу через головку, проходит через систему уплотнений, не позволяющую рабочему телу перемещаться в направлении машины.
- питателя, который перемещает кабель в направлении головки.
- основы либо рамы, к которой крепятся подузлы задувочной машины.
- введения кабеля, то есть системы втулок либо роликов, проводящих кабель к головке.
- ввода воздуха либо воды, позволяющего надежным и безопасным образом провести рабочее тело в задувочную машину.
- счетчика, показывающего длину (иногда также скорость) задуваемого кабеля.
- регуляционной системы, позволяющей контролировать скорость перемещения кабеля и силу доталкивания питателя.

## Классификация задувочных машин
Задувочные машины делятся на:
- в зависимости от предназначения:
  - задувочные машины для классических кабелей, то есть с внешним диаметром выше 10 мм;
  - задувочные машины для микрокабелей, то есть с внешним диаметром меньше 10 мм;

- в зависимости от способа приведения в движение:
  - с гусеничным питателем;
  - с роликовым питателем;
  - с ременным питателем;
  - задувочные головки без питателя.

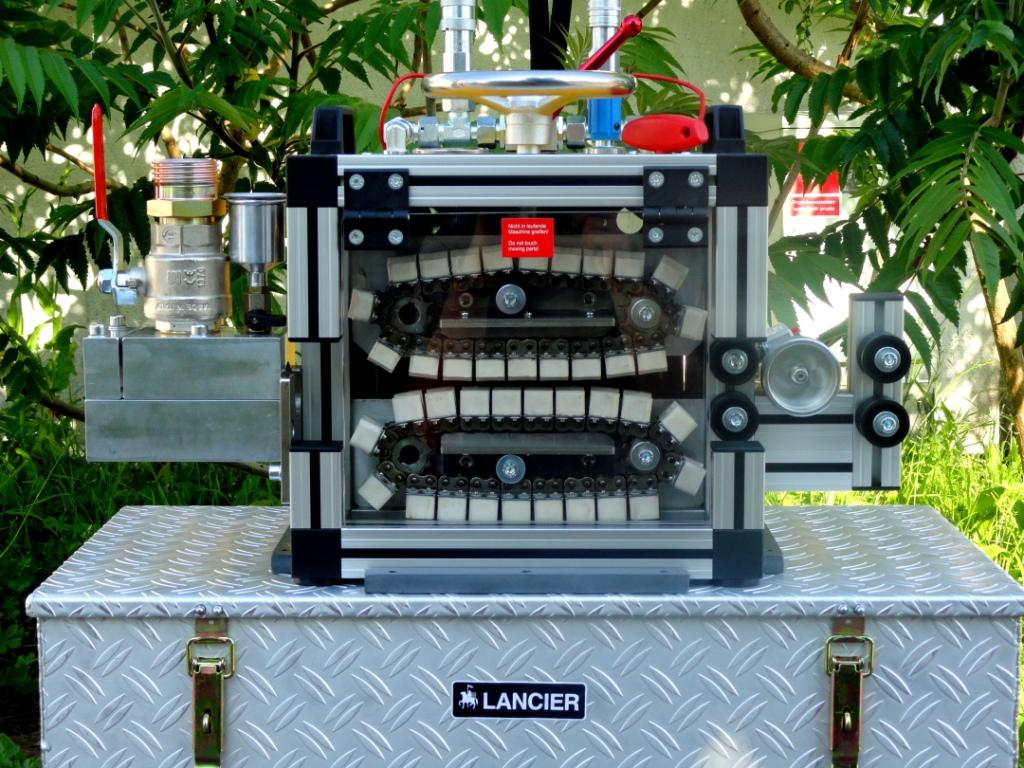
Задувочная машина с гусеничным питателем
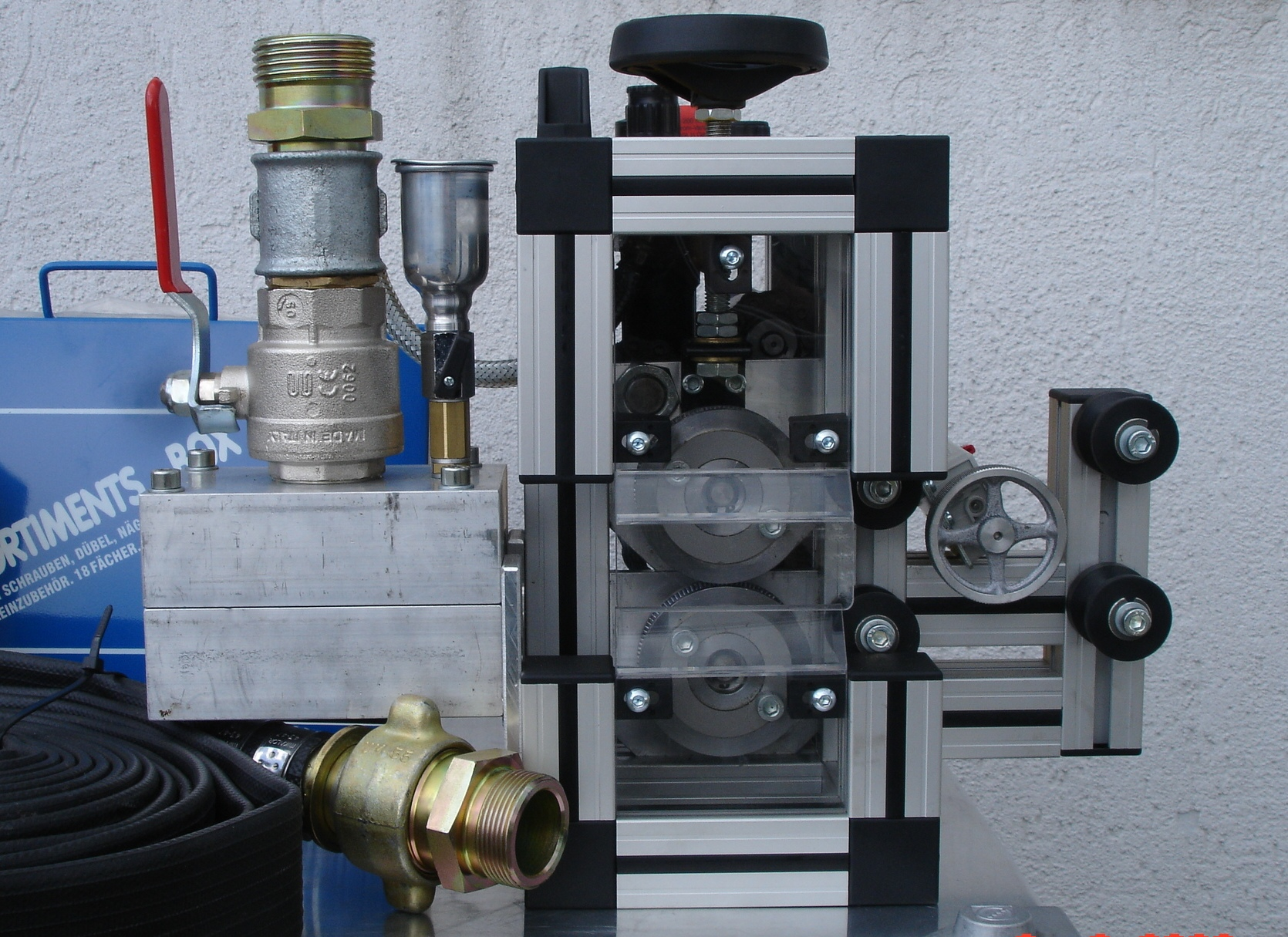
Задувочная машина с роликовым питателем
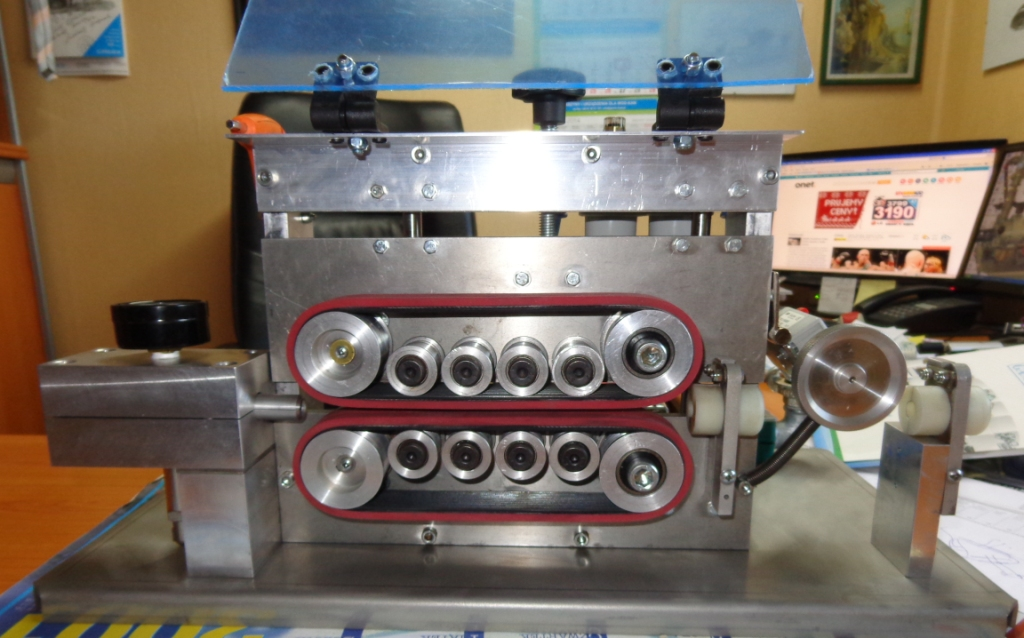
Задувочная машина с ременным питателем
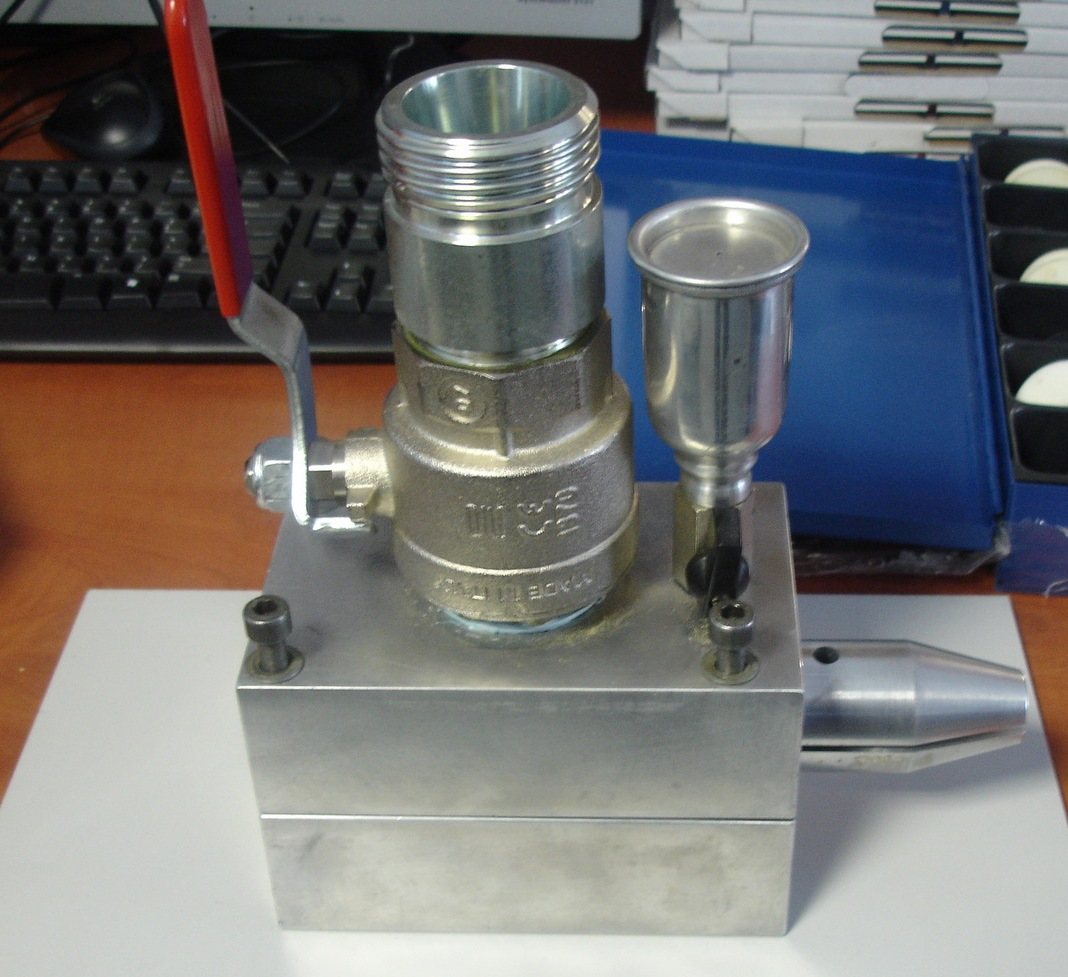
Задувочная головка